# 韓国GM・ダマス
ダマス (DAMAS、朝: 다마스) は、大韓民国の自動車会社、韓国GMにより製造・販売されていた軽貨物車及び軽乗用車である。大宇国民車時代である1991年 (平成3年) から2021年 (令和3年) にかけて約30年間に渡り製造・販売された長寿車種である。 

## 初代 DA51/DB51型 (1991年 - 2021年)
- 1991年 (平成3年) 9月2日 - 大宇造船海洋により製造開始[1]。
- 1991年 (平成3年) 11月4日 - 事前契約開始[1]。
- 1991年 (平成3年) 11月18日 - スズキ・2代目エブリイ (DA#1V型) を基盤に発売[2]、順次納車開始[3]。乗車定員7名コーチのほか、同2名バンであるダマスバンを展開。エンジン及びフレームはティコからの流用である[4]。新車価格はベーシックが456万ウォン (約45万円) 、デラックスが483万ウォン (約48万円) であり、ダマスバンが426万ウォン (約42万円) である[1]。
- 1993年 (平成5年) 4月12日 - LPG車を追加設定。新車価格は乗車定員5名が479万ウォン (約48万円) である。ティコに搭載されていた原動機を基盤としたものの、LPGの特性により性能は低下した。
- 1995年 (平成7年) 4月28日 - マイナーチェンジ。ヘッドランプを丸形2灯式から角形2灯式へ変更した。
- 2003年 (平成15年) 7月 - ビッグマイナーチェンジ。フロントマスクを大幅に変更し、乗員の安全確保及び安全法規の遵守を目的に、フロントオーバーハングを245mm延長した上で、ダマスII (DAMAS II、朝: 다마스 II) の車名で発売した。
- 2007年 (平成19年) 1月 - 強化された環境基準の未達成を理由に販売終了。
- 2008年 (平成20年) 6月 - 環境基準を達成したLA08S2型796cc直列3気筒SOHC自然吸気を搭載し、インストルメントパネルをデジタルへ変更した上でニュー・ダマス (NEW DAMAS、朝: 뉴 다마스) の車名で製造・販売再開。
- 2011年 (平成23年) 3月 - 韓国GM車のシボレーブランド移行と同時にエンブレムを非装着とした。乗車定員2名バン、同5名コーチ、同7名コーチの3種類を展開し、同5名コーチは2列目シートを折り畳む事が可能である。
- 2013年 (平成25年) 1月 - 自動車排出ガス規制の達成は困難とし、ラボ（朝鮮語版）と共に後継車種無しで販売終了とする事を発表。
- 2014年 (平成26年) 7月 - 国土交通部は安全基準を6年間、環境部は排出ガス自己診断装置の義務付けを2年間猶予し、ラボと同時に事前契約を開始。
- 2014年 (平成26年) 8月27日 - 製造再開。 シボレーエンブレムは非装着であるものの、シボレーの販売店において購入可能である。
- 2021年 (令和3年) 第1四半期 - 製造終了となり、流通在庫分の完売に伴い約30年の歴史に幕を閉じる事となる。なお、当初は2020年末の販売終了を予定した。
- 2021年 (令和3年) 9月 - JJモータース（朝鮮語版）により同車を基盤とした電気自動車であるビバ（朝鮮語版）が発売。

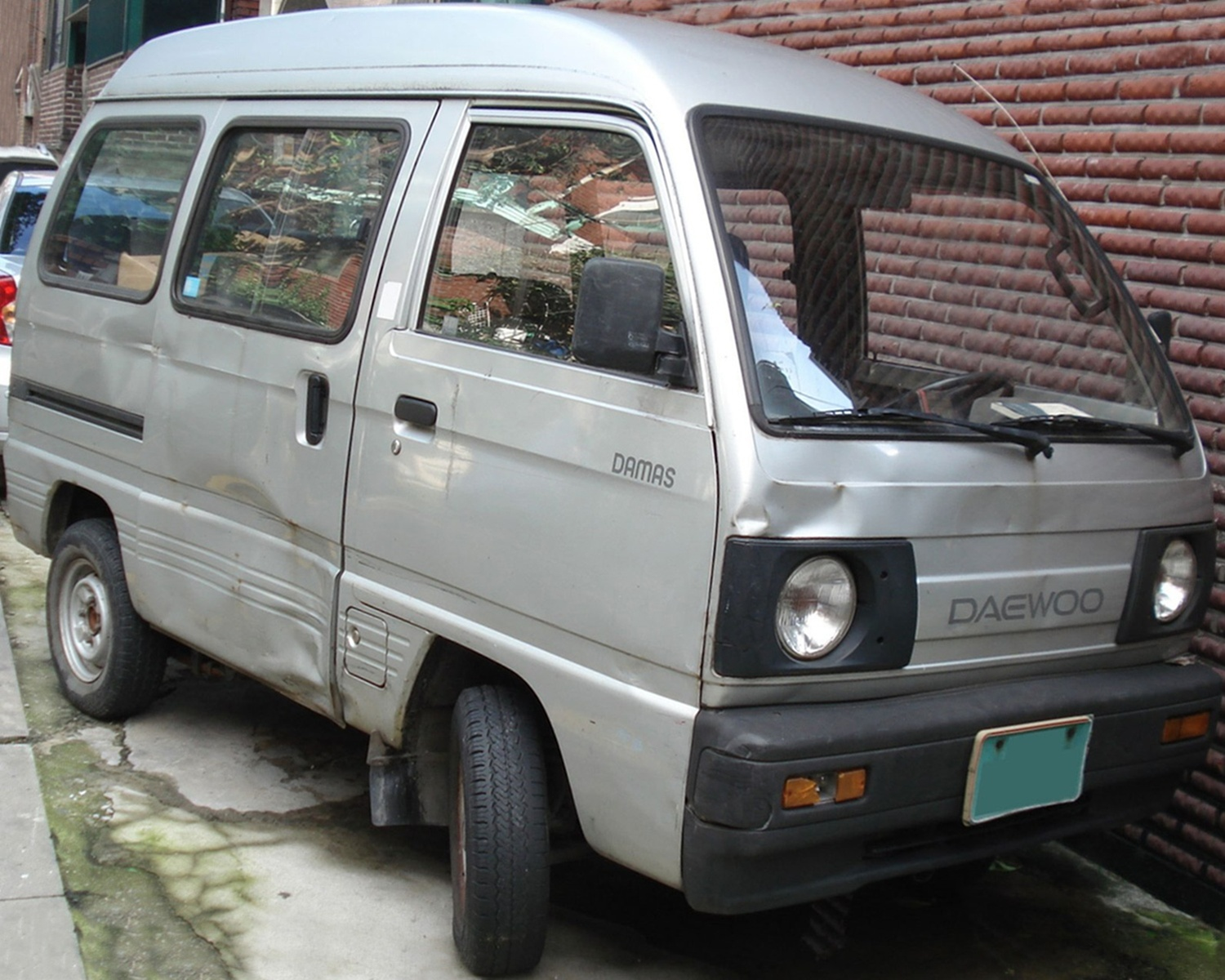
1991年11月初期型 前部
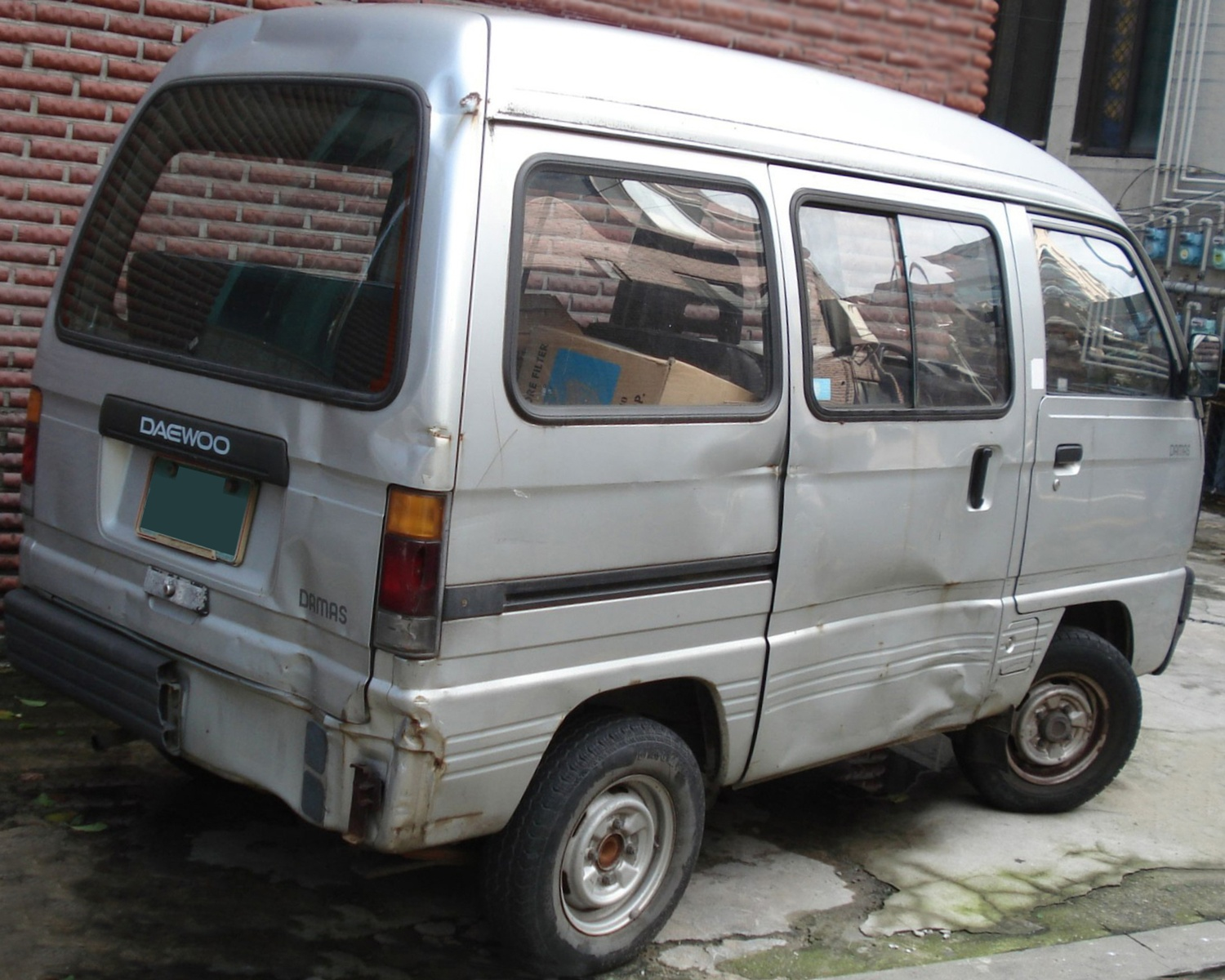
1991年11月初期型 後部
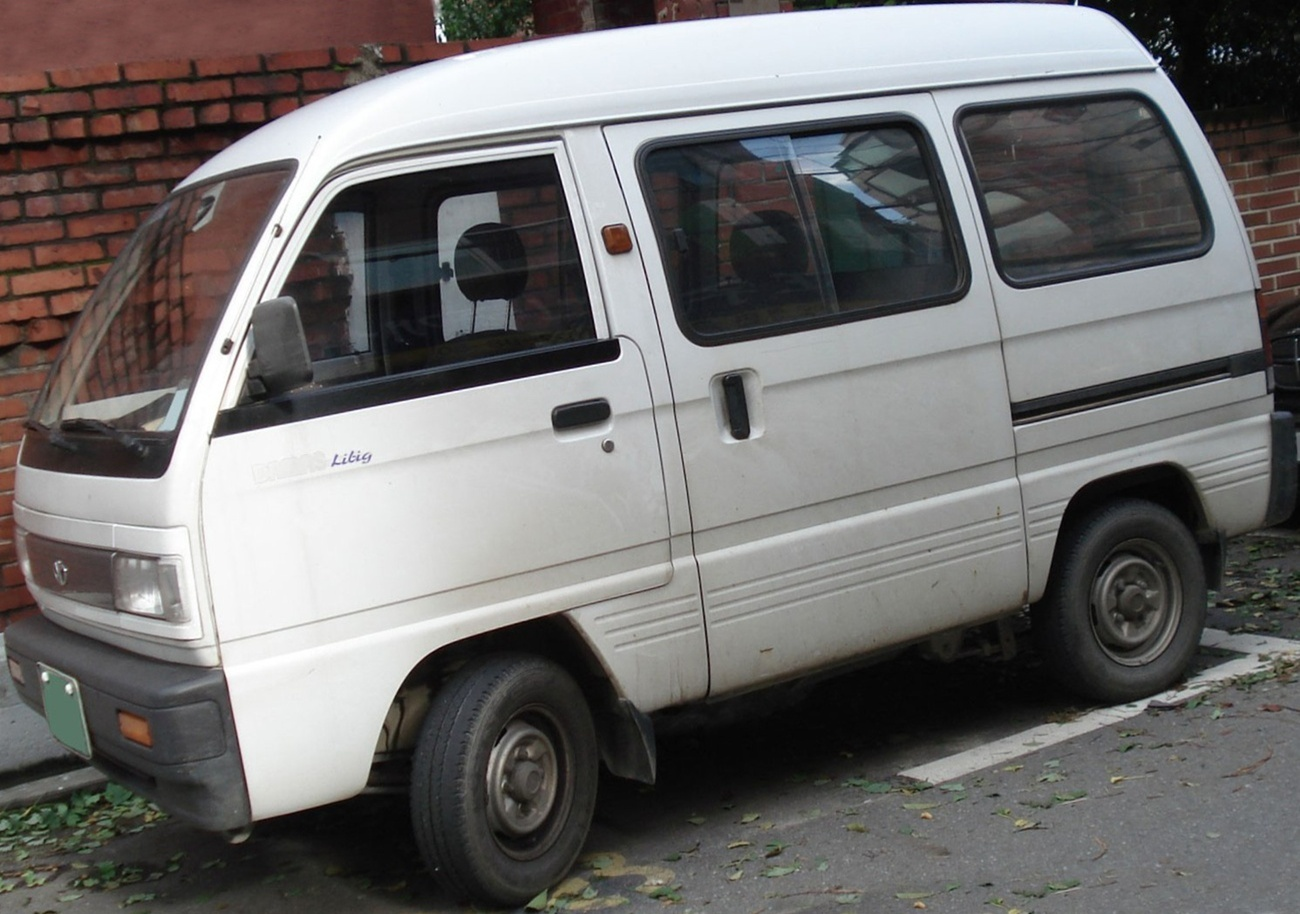
1995年4月改良型 前部
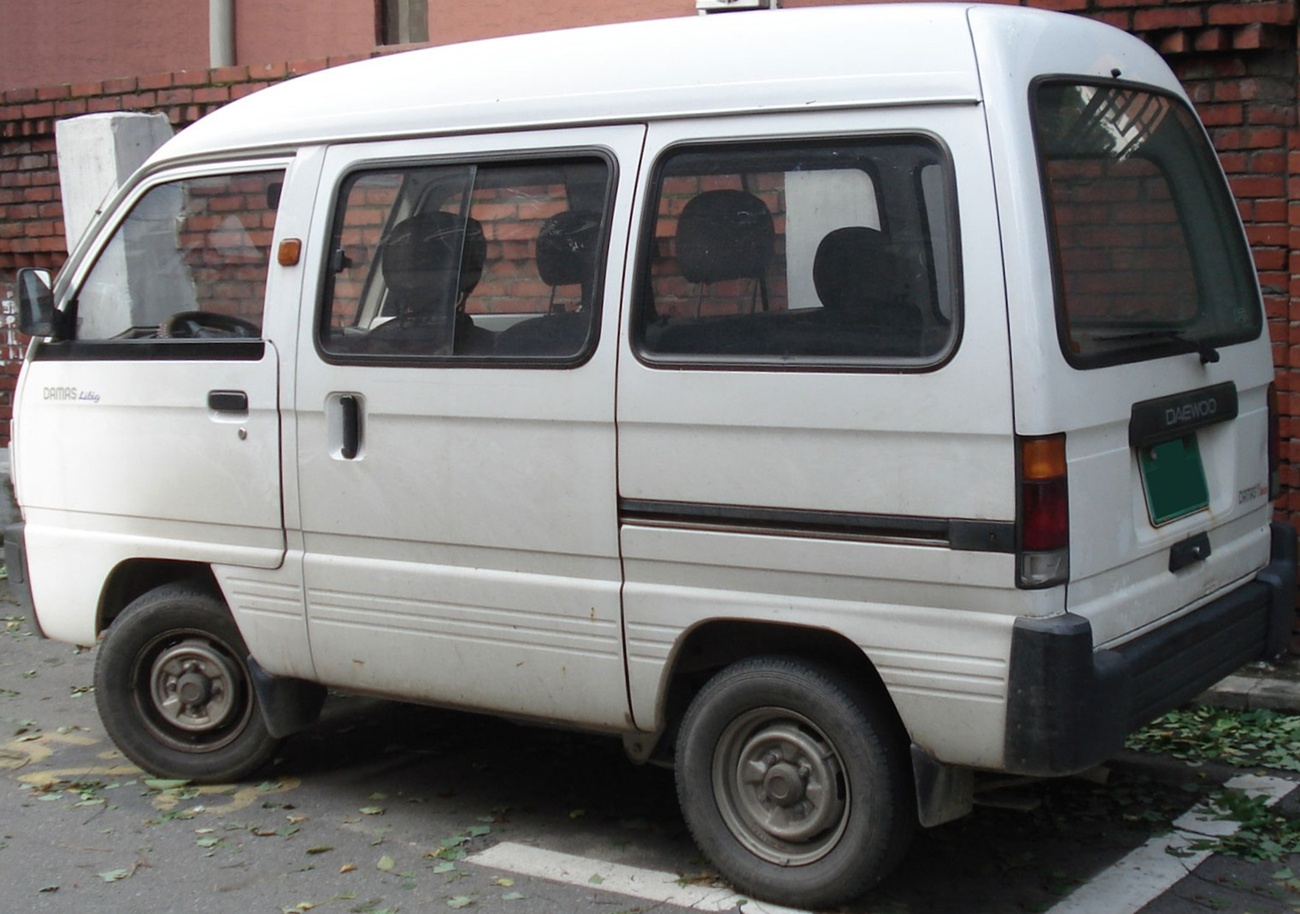
1995年4月改良型 後部
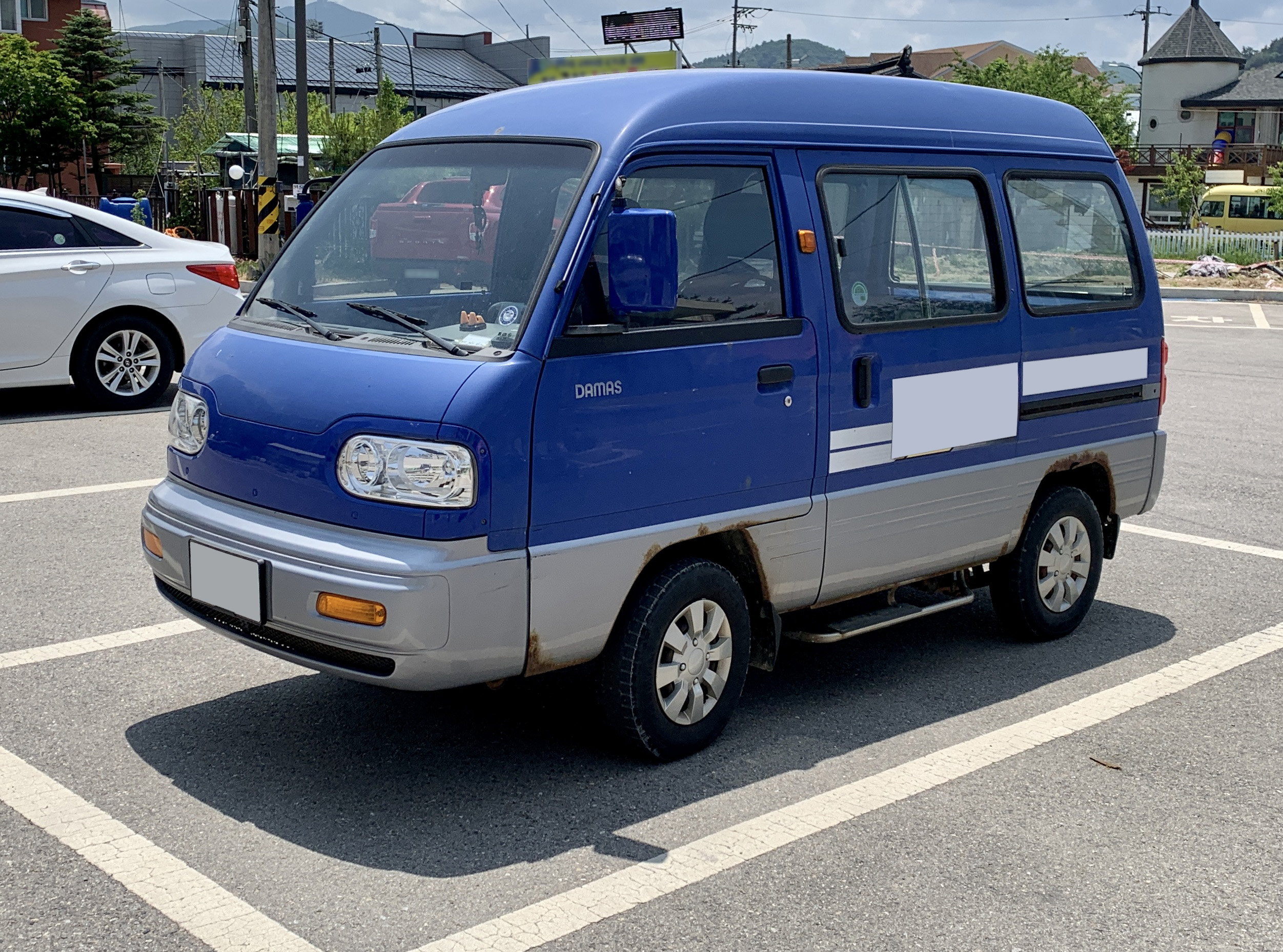
2003年7月改良型 前部
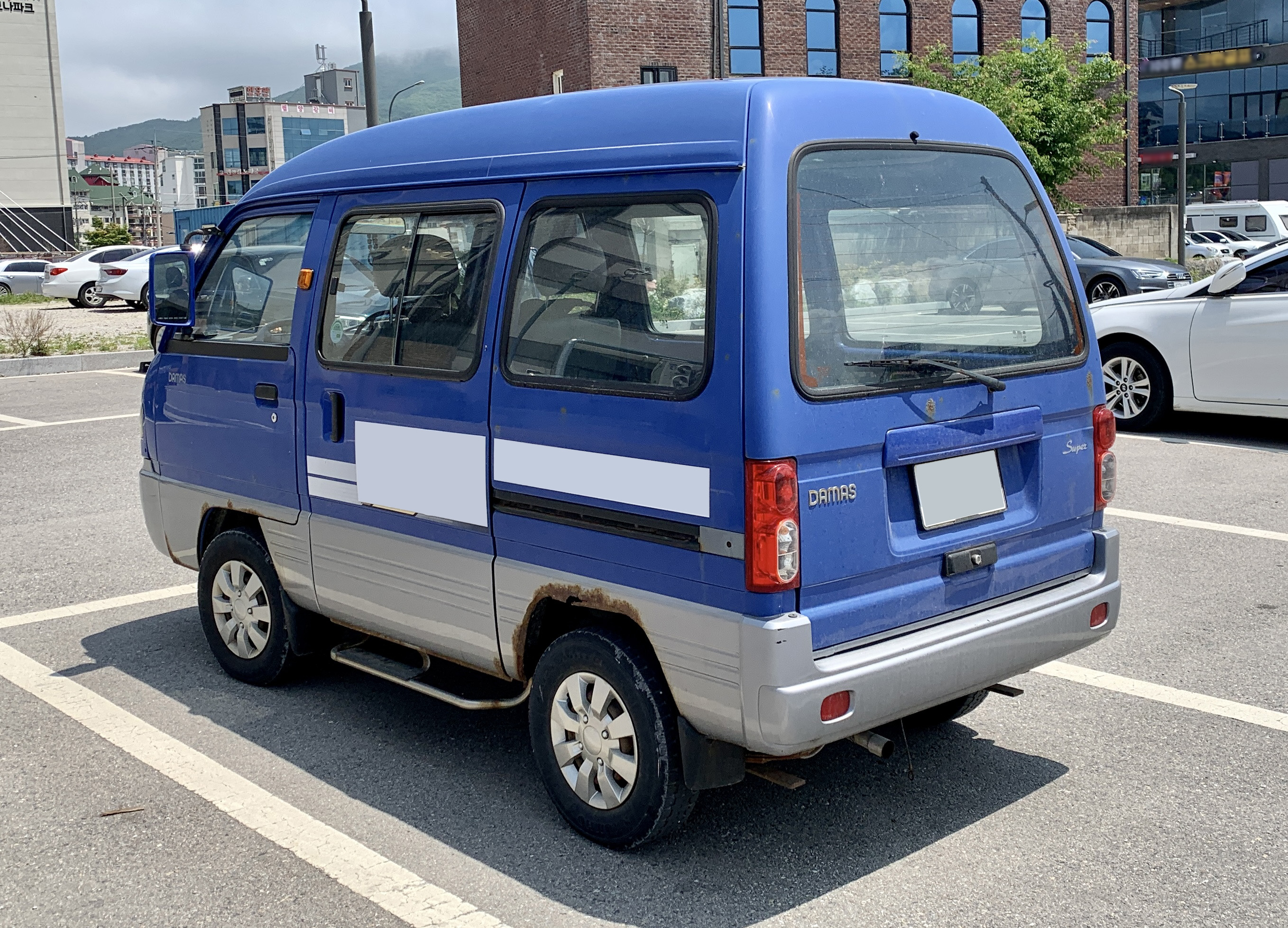
2003年7月改良型 後部
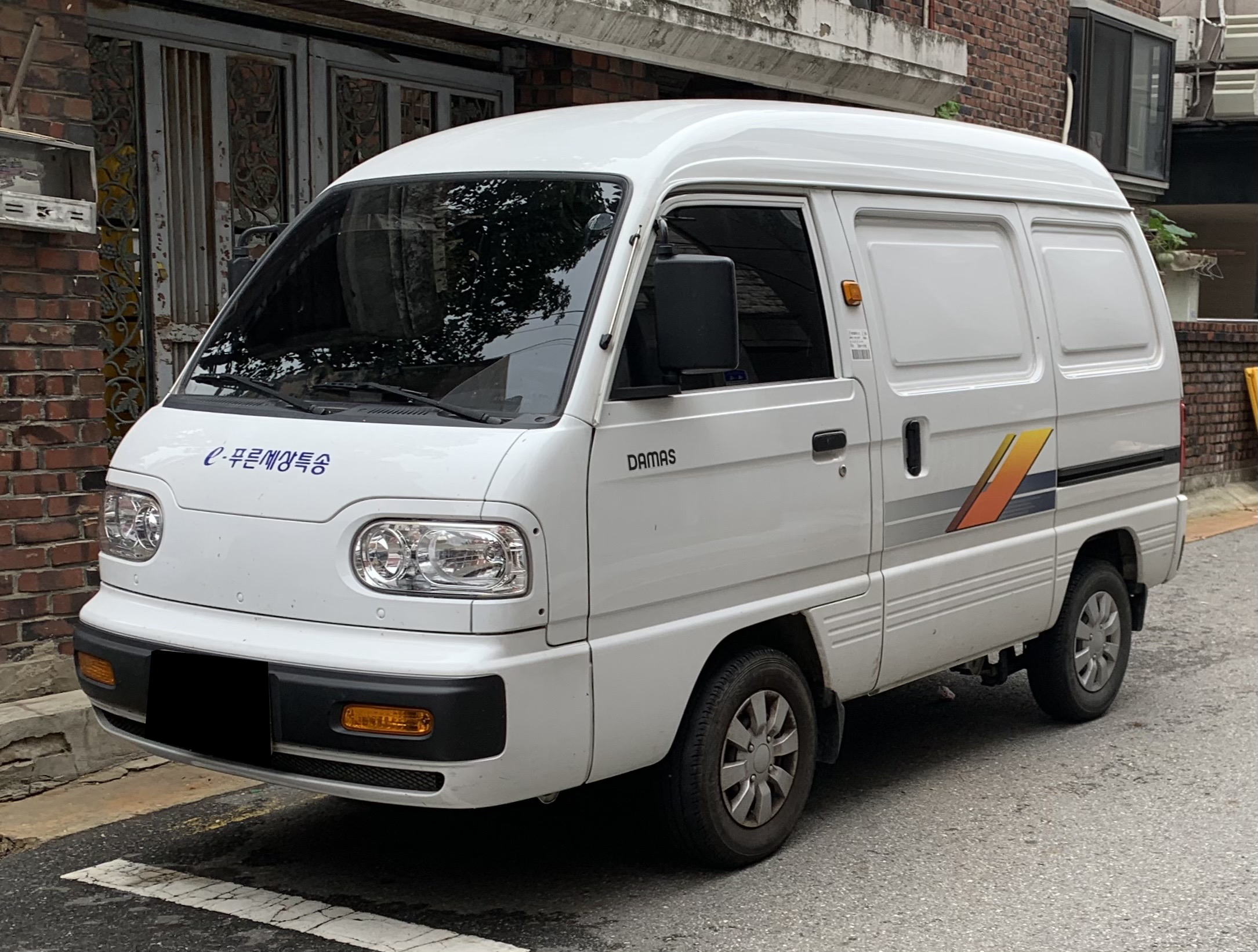
2008年6月改良型 前部
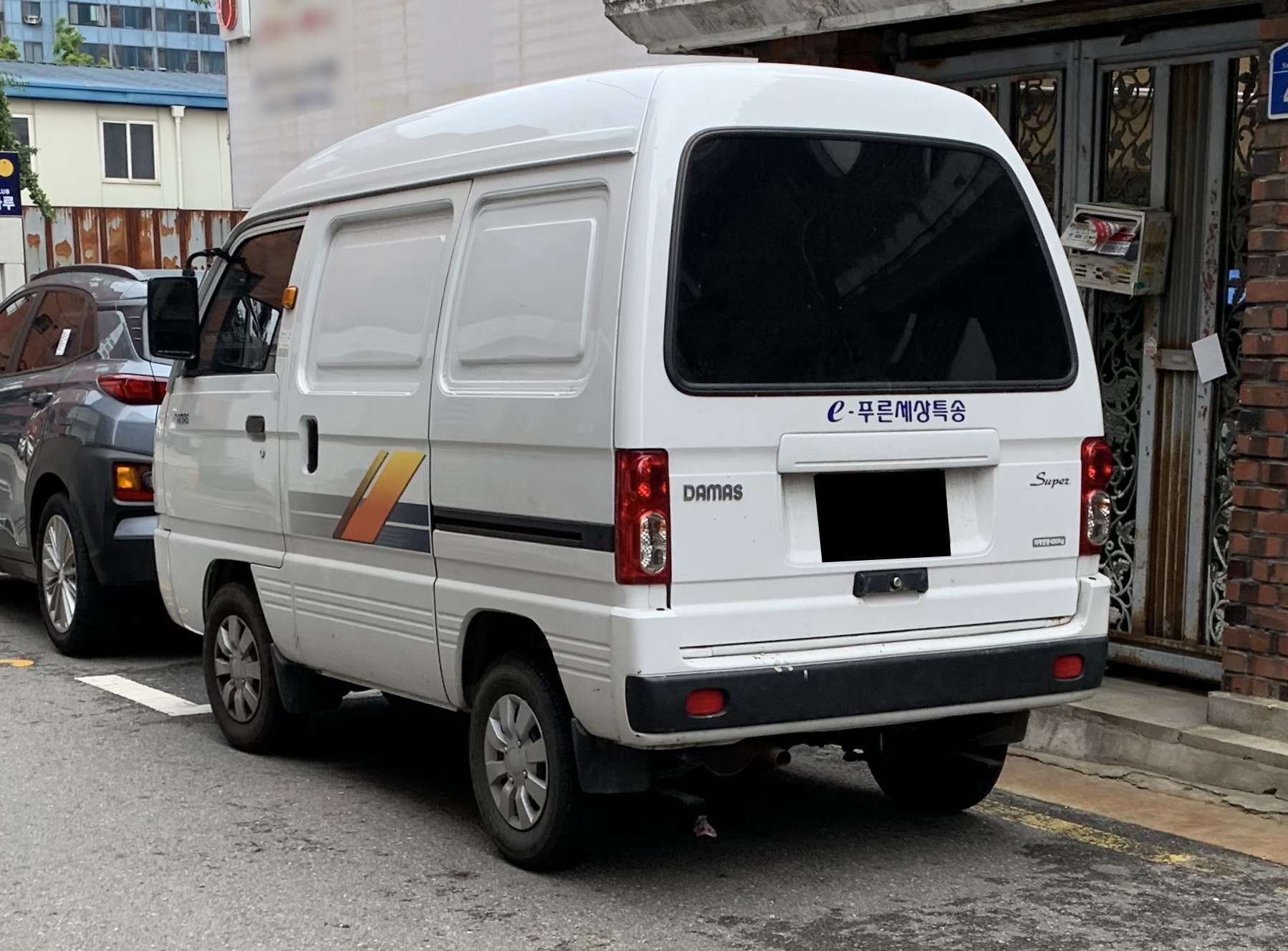
2008年6月改良型 後部

## 車名の由来
車名は、スペイン語で「与える」「利得になる」を意味するDa (ダ) と、「もっと」を意味するMes (メス) の造語であり、「もっと利得になる」という意味を込めたもの。